# کورساره
کورساره (به استونیایی: Kuressaare) یکی از شهرهای کشور استونی است.
این شهر در سال ۲۰۱۱ میلادی ۱۳٬۱۶۶ نفر جمعیت داشته است.
تندیسی از تول بزرگ، قهرمان اسطوره‌ای سارما، و همسرش پیرت در کورساره قرار دارد.

## نگارخانه

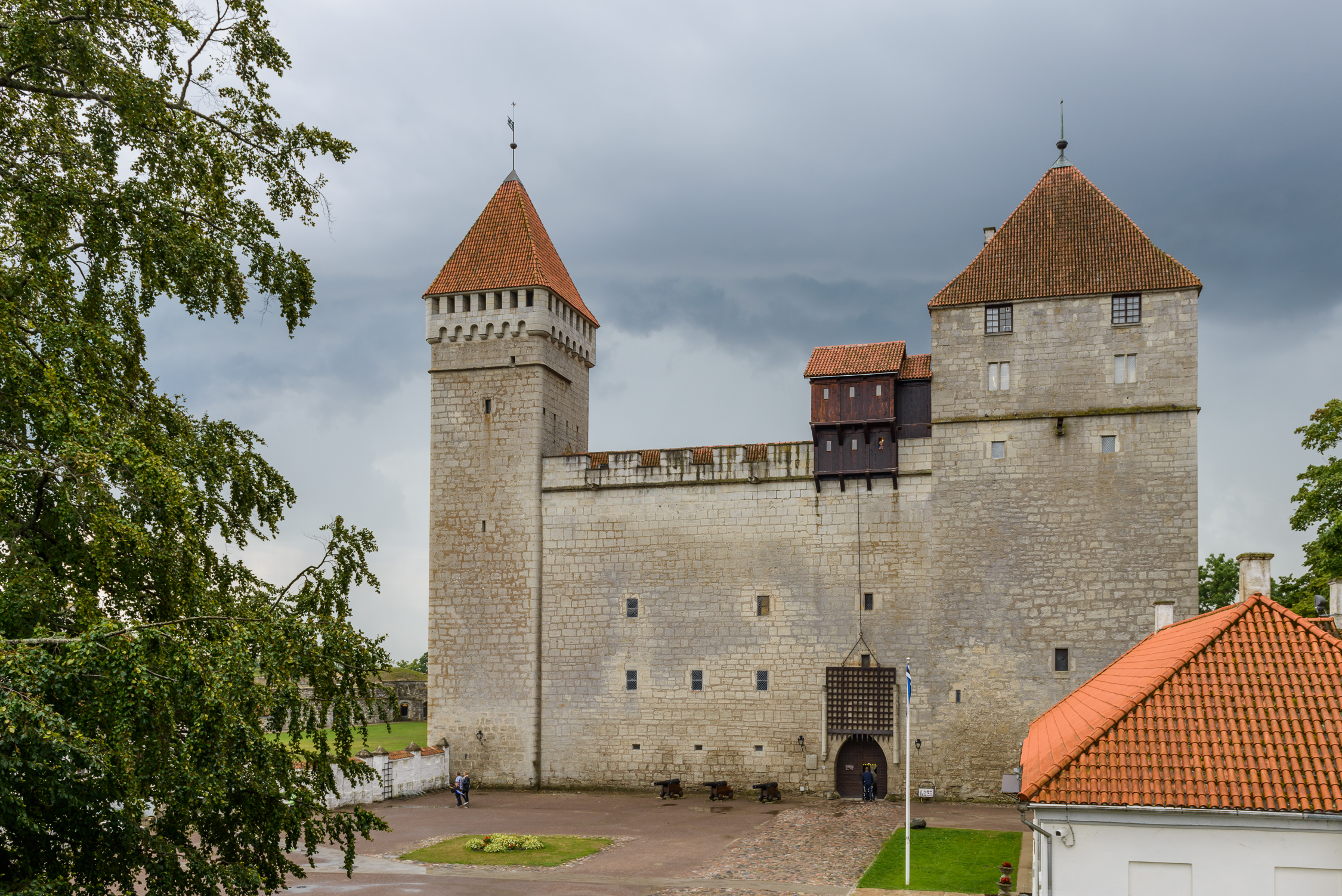
قلعه کورساره
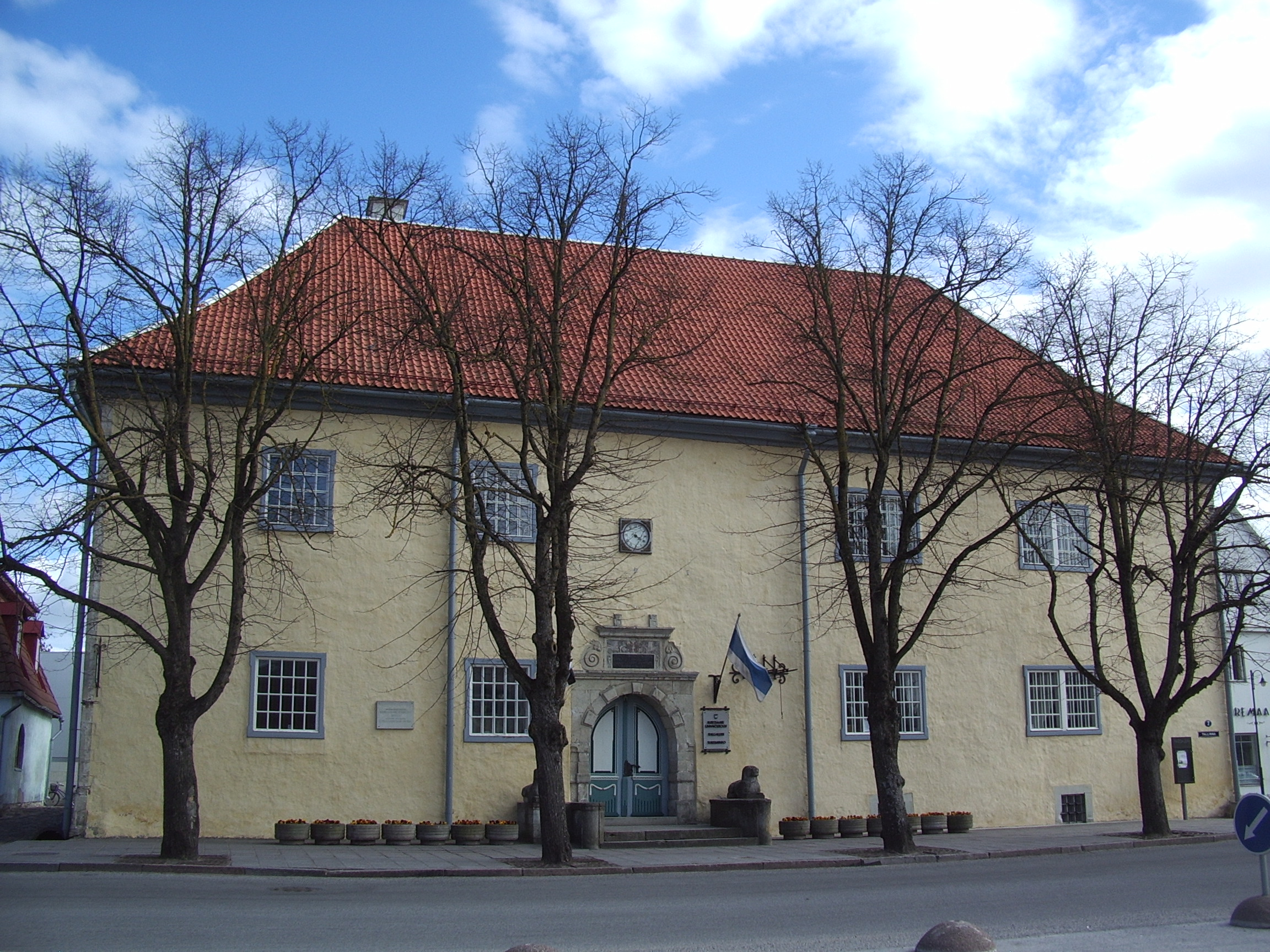
تالار شهر کورساره
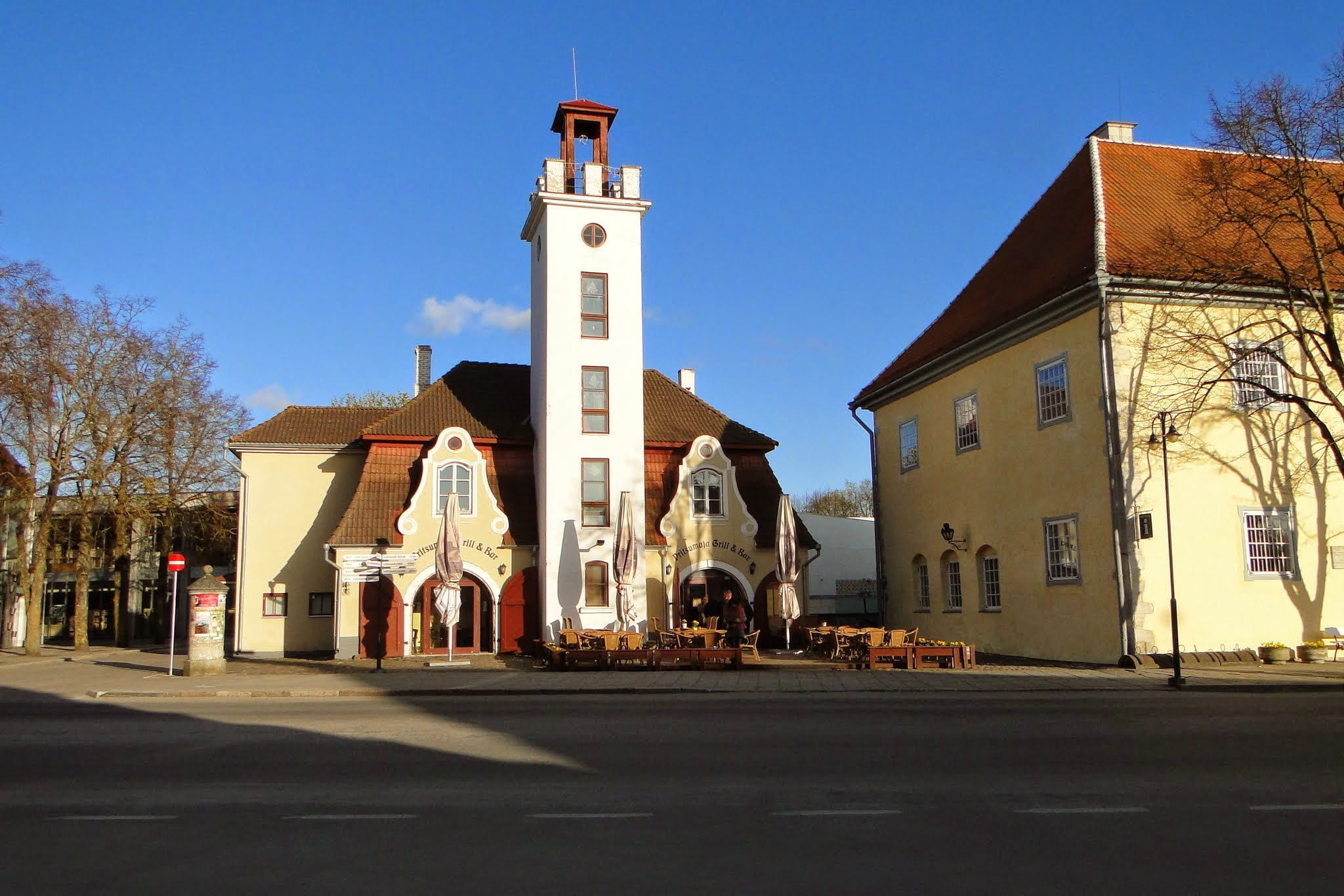
ساختمان‌های قدیمی در مرکز شهر
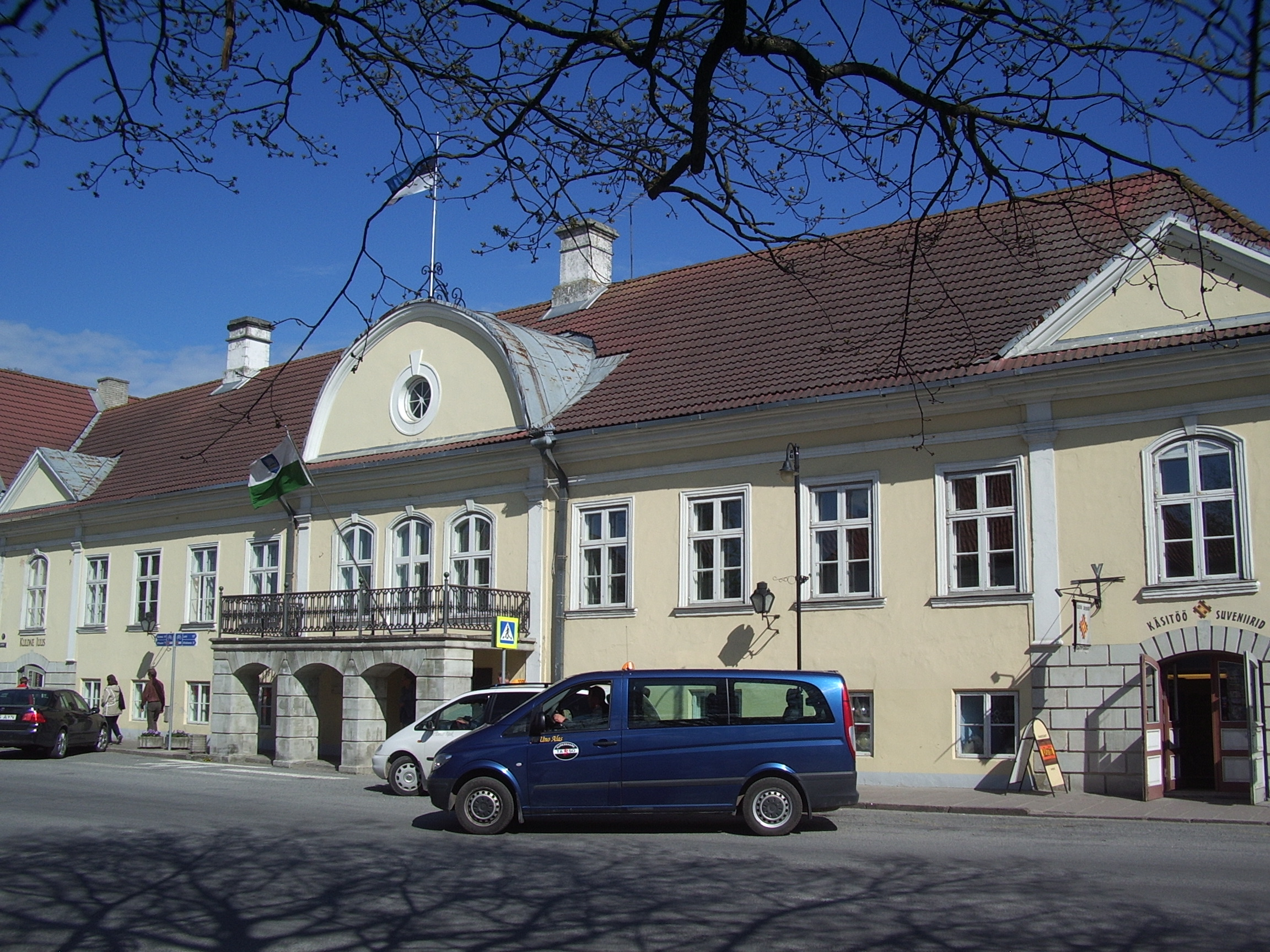
ساختمان فرمانداری شهرستان ساره
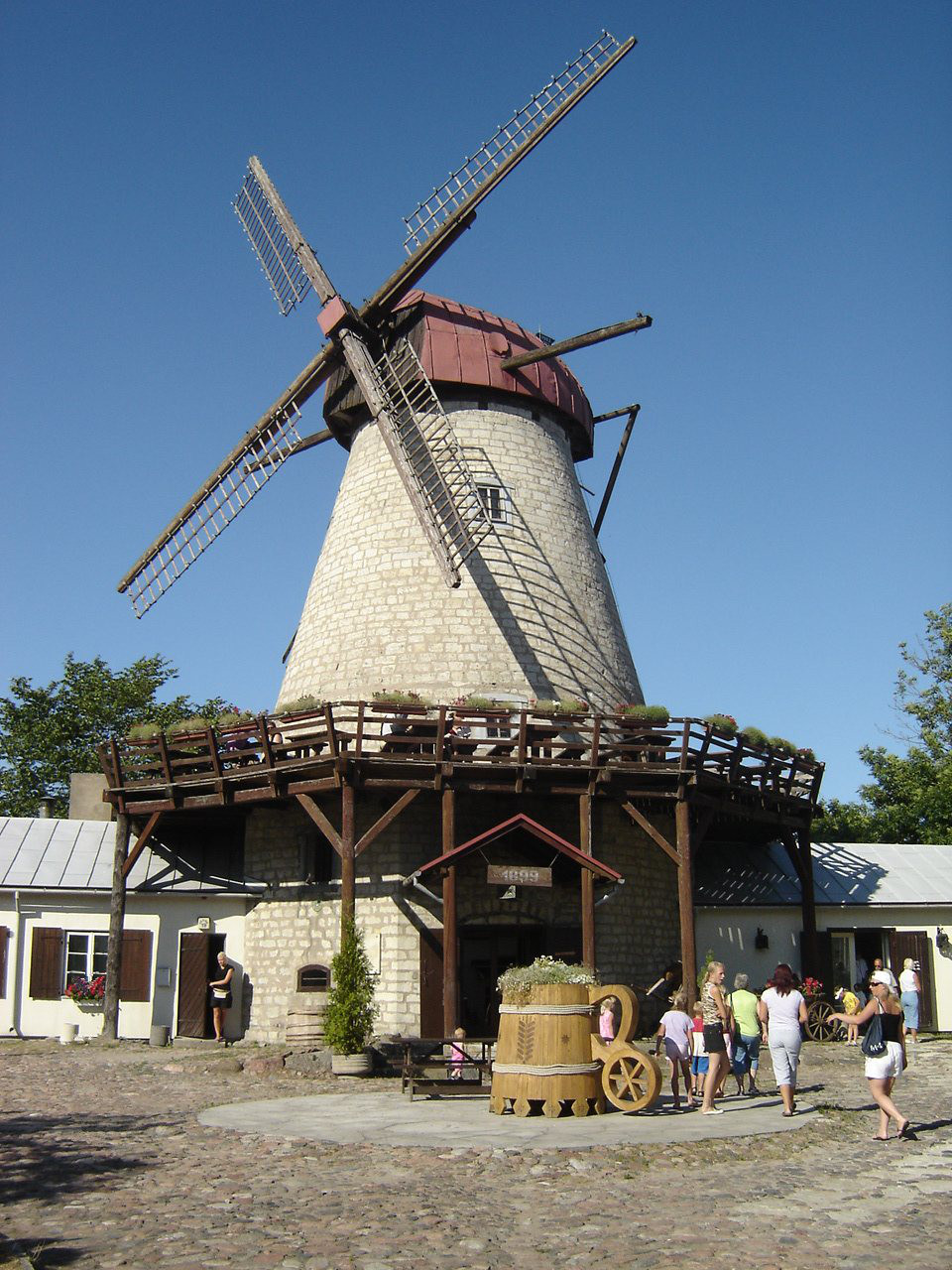
آسیاب بادی کورساره
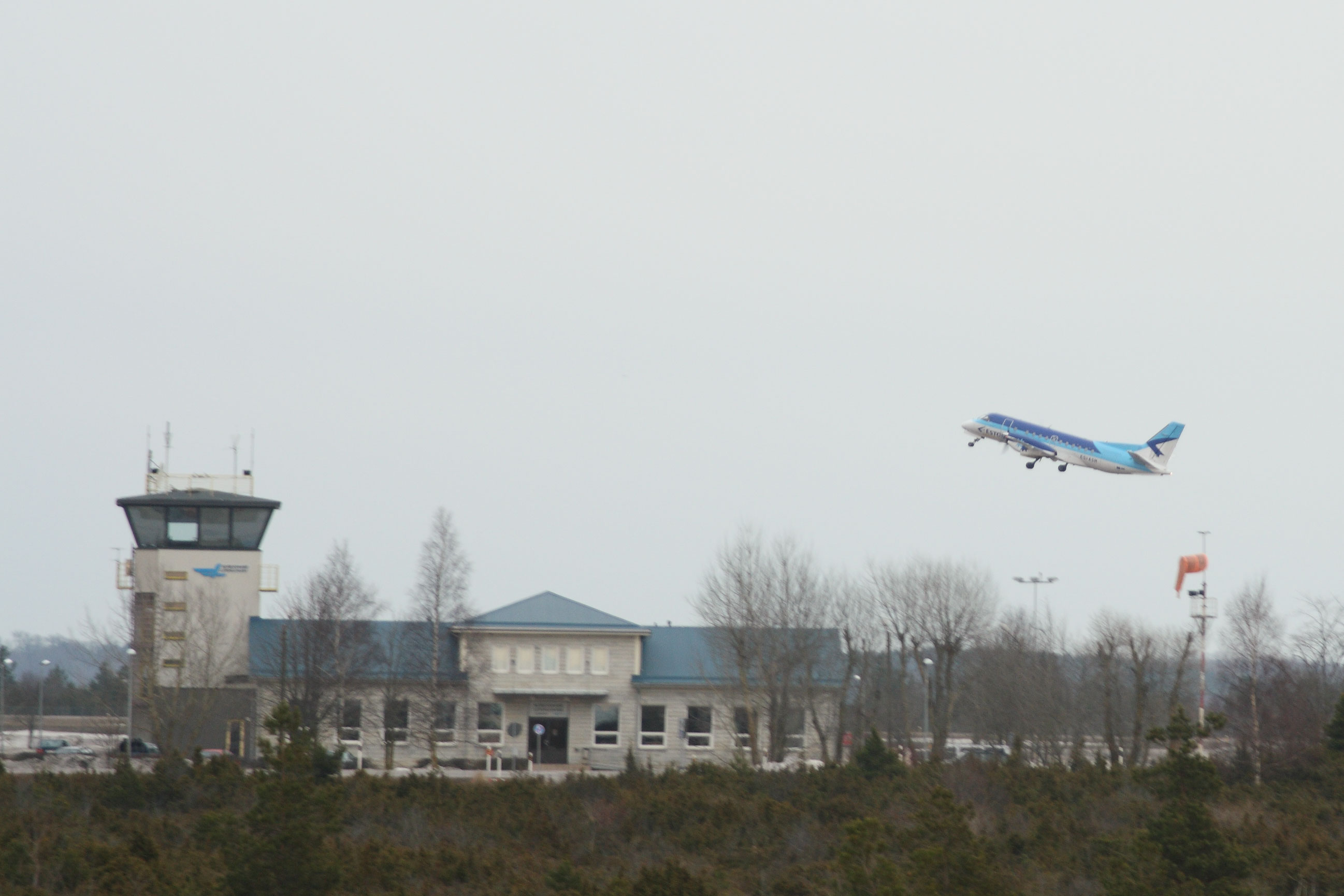
فرودگاه کورساره
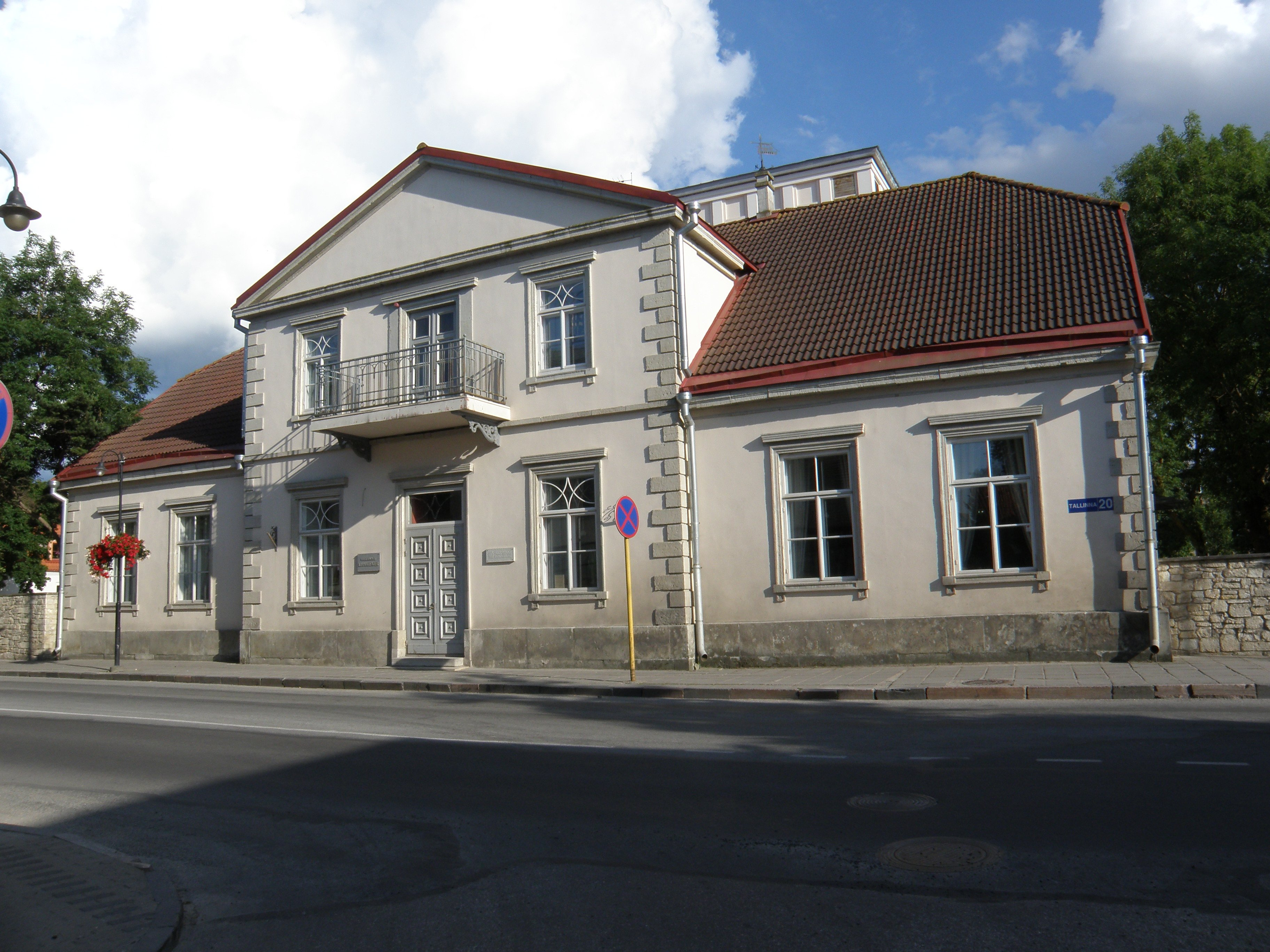
تئاتر کورساره
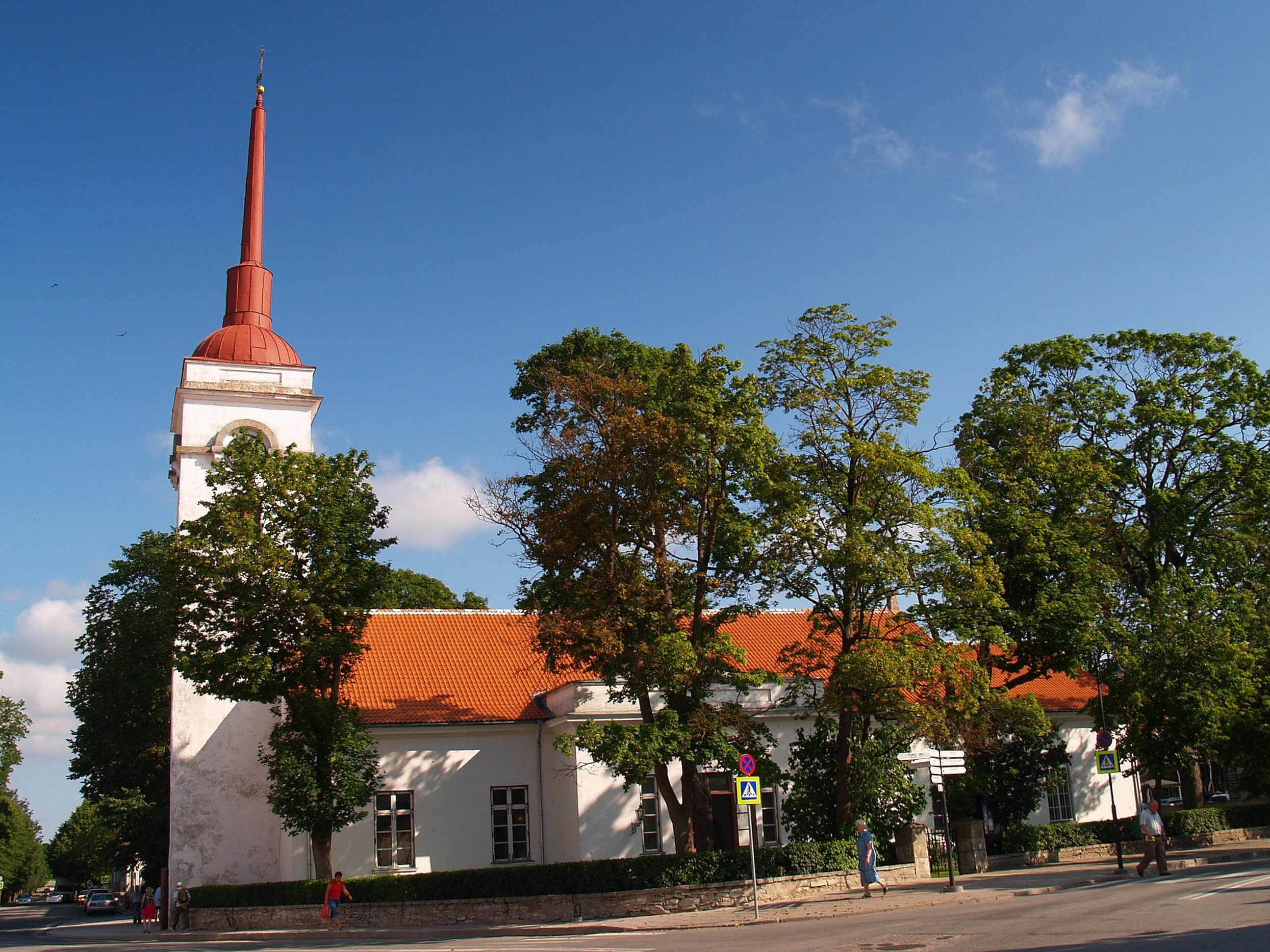
کلیسای لارنس
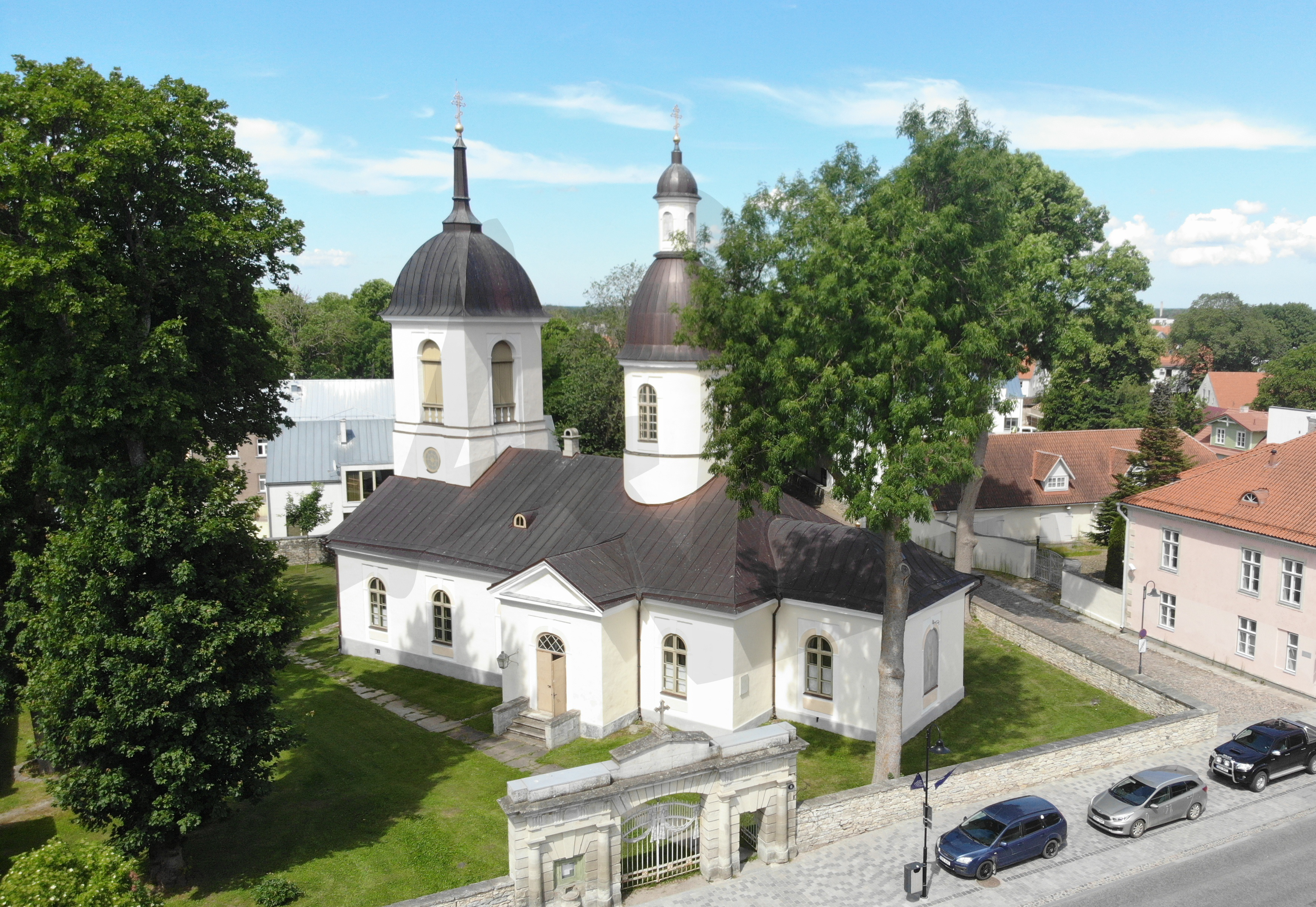
کلیسای ارتدکس نیکلاس
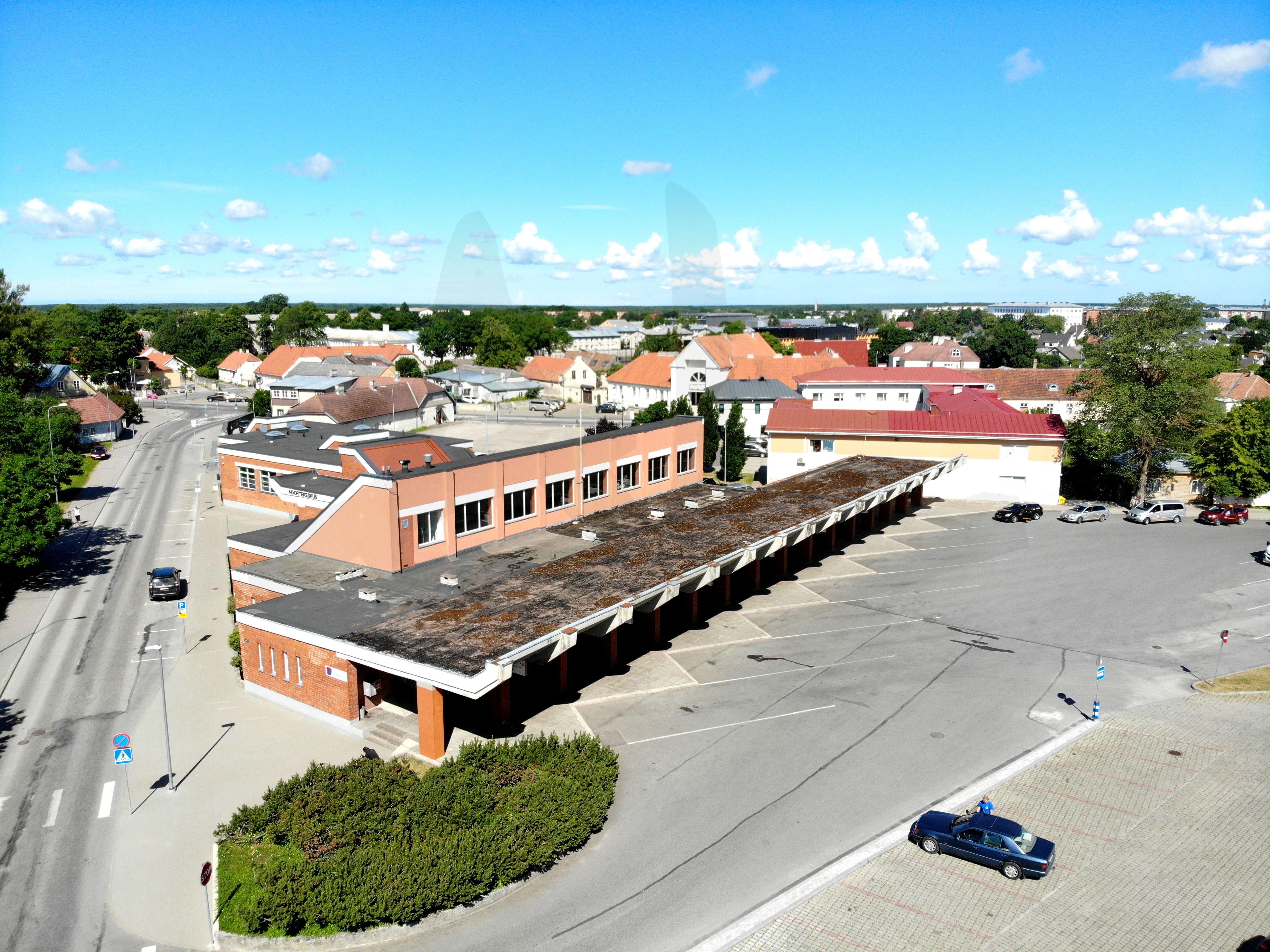
پایانه اتوبوس کورساره
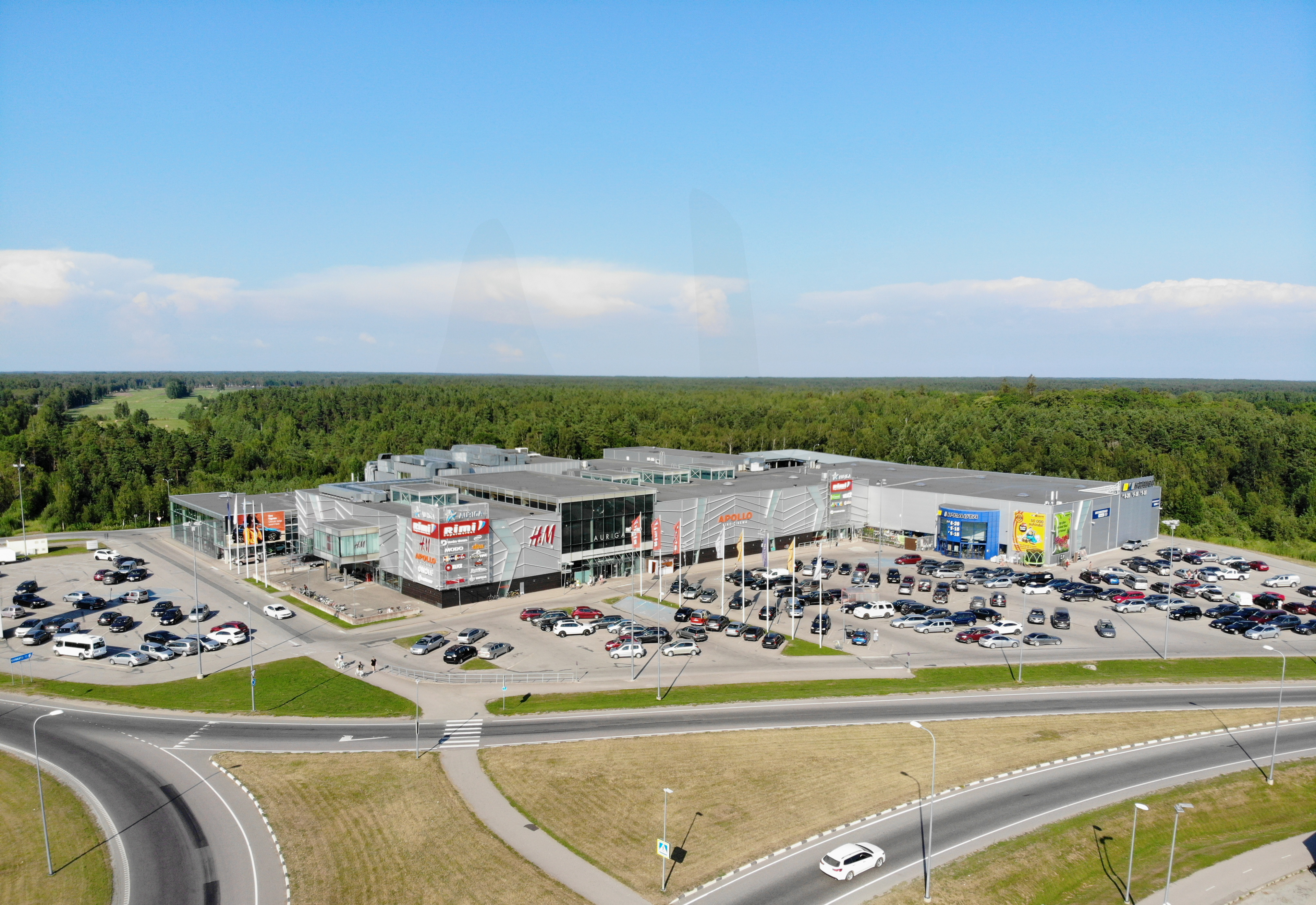
مرکز خرید اوریگا
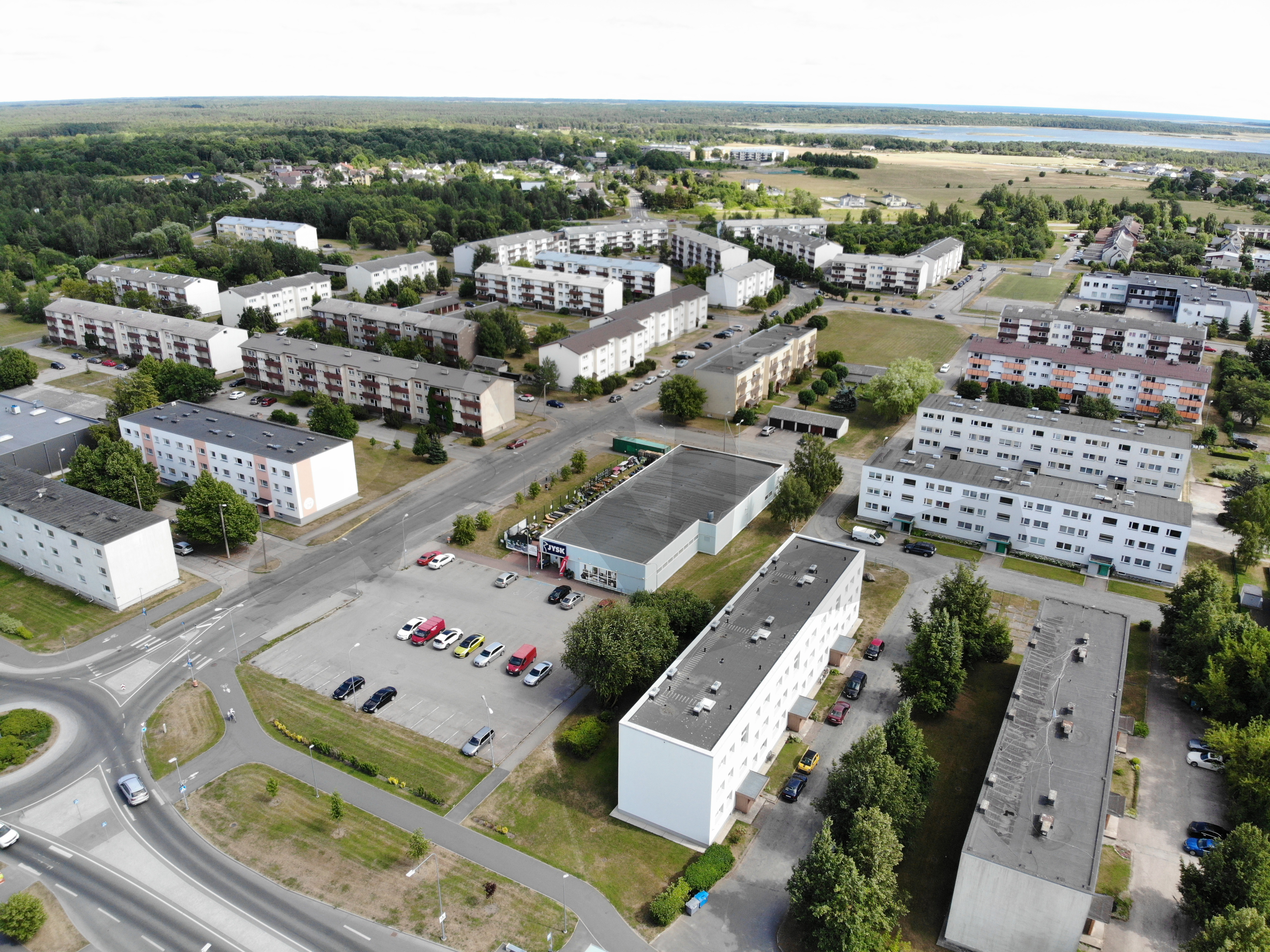
منطقه مسکونی ایدا-نیدو
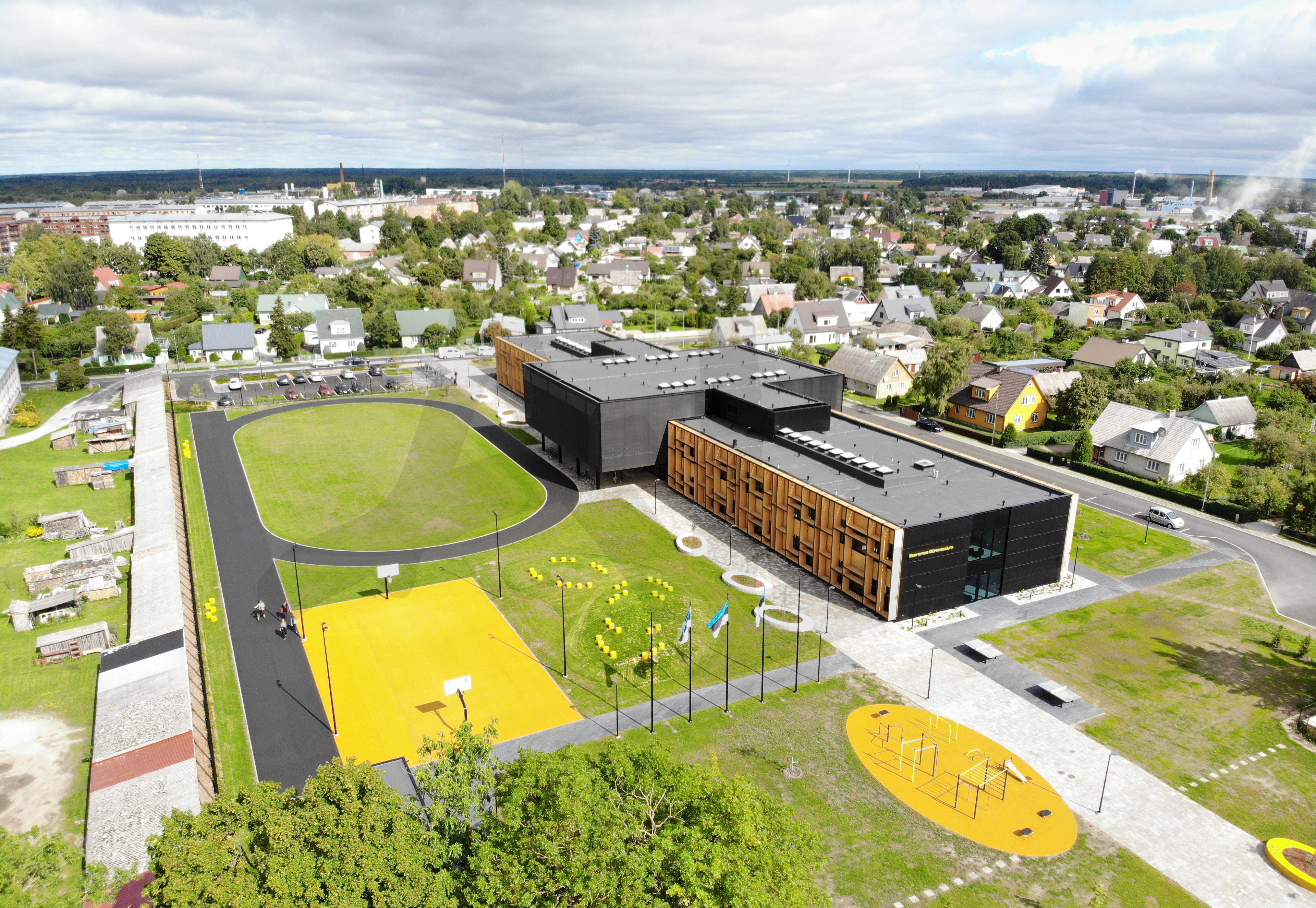
دبیرستان سارما

## شهرهای خواهرخوانده
شهرهای خواهرخوانده:
- اکناس
- کورن
- ماریهام فنلاند
- رونه
- سکوده
- تالسی
- تورکو
- وامالا